# 伊茲比茨凱
50°12′20″N 36°44′29″E / 50.20556°N 36.74139°E
伊茲比茨凱（烏克蘭語：Ізбицьке）是位於烏克蘭東部的村莊，由哈爾科夫州丘胡伊夫区的沃夫昌斯克市鎮負責管轄。該村始建於1775年，面積0.25平方公里，海拔高度150米，2001年人口30。